# (8887) Scheeres
(8887) Scheeres est un astéroïde de la ceinture principale.

## Description
(8887) Scheeres est un astéroïde de la ceinture principale. Il fut découvert le 9 juin 1994 à l'observatoire Palomar par Eleanor Francis Helin. Il présente une orbite caractérisée par un demi-grand axe de 2,56 UA, une excentricité de 0,13 et une inclinaison de 15,9° par rapport à l'écliptique.

## Compléments